# HD 125612 b

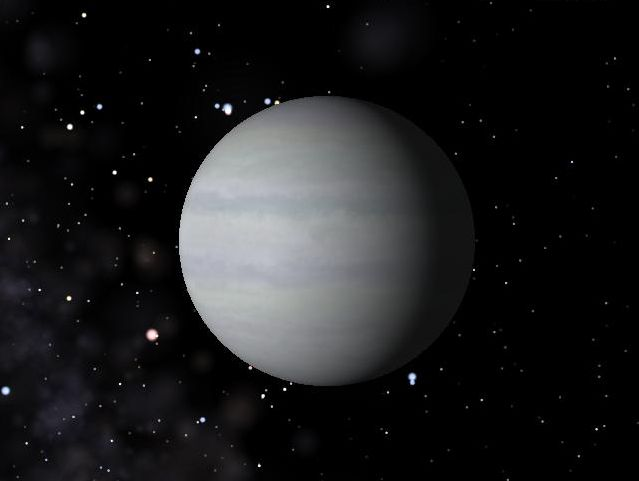

HD 125612 b는 HD 125612를 약 1.37년 주기로 도는, 목성질량 3.5배의 외계 행성이다. 공전궤도 반지름은 약 1.2 천문단위로 대략 지구~태양 거리보다 약간 더 먼 궤도를 돌고 있다. 그러나 b의 궤도 이심률은 큰 편이다. 항성에 가까워질 때는 대충 태양~금성 궤도(0.73 천문단위)와 비슷한 거리까지 다가가고, 멀어질 경우 화성 궤도보다 뒤로 물러나기도 한다(1.67 천문단위).

## 참고 문헌
- (영어) Fischer 연구진 (2007). “Five Intermediate-Period Planets from the N2K Sample”. 《The Astrophysical Journal》 669 (2): 1336–1344. doi:10.1086/521869. 2012년 4월 13일에 원본 문서 (요약)에서 보존된 문서. 2009년 6월 21일에 확인함.웹 인쇄본